# Convict 993
Convict 993 er en amerikansk stumfilm fra 1918 af William Parke.

## Medvirkende
- Irene Castle som Roslyn Ayre
- Warner Oland som Dan Mallory
- Helene Chadwick som Neva Stokes
- Harry Benham som Rodney Travers
- J. H. Gilmour som Bob Ainslee